# 大阪市立十三市民病院
大阪市立十三市民病院（おおさかしりつじゅうそうしみんびょういん）は、大阪府大阪市淀川区野中北にある病院。地方独立行政法人大阪市民病院機構が運営する。

## 概要
1949年（昭和24年）7月、淀川以北の公的医療確保のため診療所として開設、同年12月に54床の市立病院として開院した。その後、増改築工事を経て、病床数を増し、総合病院として稼動。2002年（平成14年）5月、現在の地に移転建替を行い、2009年（平成21年）8月には、世界保健機関（WHO）・国連児童基金（UNICEF）から正式に「赤ちゃんにやさしい病院」として認定された（2015年認定更新）。さらに2010年（平成22年）1月からは呼吸器内科を新設し
、2月には市立北市民病院から結核病棟を移設して、結核医療にも対応している。2014年（平成26年）10月に地方独立行政法人化された。
2020年（令和2年）5月1日、大阪府から新型コロナウイルス重点医療機関に設定され、「新型コロナ専門病院」となった。
内科、糖尿病内科、呼吸器内科、神経内科、小児科、消化器内科、外科、整形外科、皮膚科、泌尿器科、産婦人科、眼科、耳鼻咽喉科、リハビリテーション科、麻酔科、放射線科、助産師外来、女性専用外来の各診療科を設置する。

## 医療機関の指定・認定
（下表の出典）
| 保険医療機関                             | 労災保険指定病院 |
| 母体保護法指定医の配置されている医療機関 | 生活保護法指定病院 |
| 臨床研修病院（協力型）                   | 指定自立支援病院（更生医療） |
| 結核指定病院                             | 指定養育病院 |
| 指定自立支援病院（育成医療）             | 原子爆弾被害者医療指定病院 |
| 特定疾患治療研究事業委託医療機関         | 原子爆弾被害者一般疾病医療取扱病院 |
| DPC対象病院                              | 指定小児慢性特定疾病医療機関 |
| 指定自立支援医療機関（精神通院医療）     | 身体障害者福祉法指定医の配置されている医療機関 |
| 戦傷病者特別援護法指定医療機関           | 診療科名中に産婦人科、産科又は婦人科を有する病院にあっては、 公益財団法人日本医療機能評価機構が定める産科医療補償制度標準 補償約款と同一の産科医療補償約款に基づく補償の有無 |
| 第二種感染症指定医療機関                 | 公害医療機関 |

- 救急告示病院（二次救急）[7]
- 大阪府肝炎専門医療機関[6]
- WHO・UNICEF認定「赤ちゃんにやさしい病院」[2]
- 公益財団法人日本医療機能評価機構認定病院[8]
- このほか、各種法令による指定・認定病院であるとともに、各学会の認定施設でもある。

## 新型コロナ専門病院として
2020年（令和2年）5月1日付で大阪府から新型コロナウイルス重点医療機関に設定され、「新型コロナ専門病院」となった。入院中の新型コロナウイルス感染症の患者以外の患者は周辺病院へ転院させた。大阪市内を中心とした新型コロナウイルス感染症の中等症患者を治療していており、2021年（令和3年）1月13日現在、延べ700名を超える患者の治療をしている
しかし、医師・看護師など医療従事者への過重な負担が大きくなっており、退職者も相次いでいる。加えて「十三市民病院前」バス停で、病院職員がバスに乗車しようとすると、「コロナがうつるから乗るな！扉を閉めてくれ」中にいた乗客が叫ぶということが起こるなど、理不尽な差別や偏見、誹謗中傷が医療従事者を苦しめている。また、経営面でも1日約500人が通院していた当院の収入は月約4億円だったが、専門病院となってからは月2千万～3千万円に激減した。人件費などの支出はほぼ変わらないため、2020年7月報道現在で月3億円超の赤字が生じている。2020年7月27日から産科以外の外来を再開したが、利用者はコロナ禍前の半分程度にとどまる。新型コロナ以外の入院患者も以前の2割にとどまっている。離職者には精神的な負担に加え、本来の専門分野の患者を診られなくなったことへの戸惑いなどがあり、分娩に立ち会えなくなった産科の看護師も辞めた。
2020年7月、当院の医師や看護師らが、多くの患者を診る中で培った治療法や患者への接しかたなどをまとめた本を出版した。
- 『大阪市立十三市民病院がつくった　新型コロナウイルス感染症対応BOOK』監修／西口幸雄、編著／白石 訓、森坂佳代子,2020年,照林社 ISBN 9784796524957

2020年11月26日、大阪市民病院機構や市などは大阪市立総合医療センターなどから、看護師や医師を当院に派遣することを決めた。
全国に先駆け新型コロナ専門病院となった当院であるが、前述の通り離職者が増え続け30人以上（2021年1月現在）となり、運営法人の大阪市民病院機構は職員に慰労金として1人20万円を支給することを決めた。

## 交通アクセス
- 阪急神戸本線「神崎川駅」より南東へ徒歩8分[16]
- 阪急電鉄「十三駅」より北西へ徒歩約12分[16]
- 大阪シティバス69号系統「十三市民病院」停留所（病院敷地内）下車[16]

## 関連書籍
- 『大阪市立十三市民病院がつくった　新型コロナウイルス感染症対応BOOK』大阪市立十三市民病院COVID-19対策委員会 監修／西口幸雄,白石 訓,山本紀子 編著2020年,照林社 ISBN 9784796524957
- 『大阪市立十三市民病院がつくった　新型コロナウイルス感染症もっと対応BOOK』白石 訓  著, 編集／森坂佳代子 著, 編集／西口幸雄 監修,2020年,照林社 ISBN 	9784796525213